# Глубокинское сельское поселение (Смоленская область)
Глубокинское сельское поселение — упразднённое муниципальное образование в составе Краснинского района Смоленской области России.
Административный центр — деревня Двуполяны.
Образовано законом от 1 декабря 2004 года. Упразднено законом от 25 мая 2017 года с включением всех входивших в его состав населённых пунктов в Малеевское сельское поселение.

## Географические данные
- Общая площадь: 68,1 км²
- Расположение: западная часть Краснинского района
- Граничит:
  - на северо-востоке — с Гусинским сельским поселением
  - на юго-востоке — с Краснинским городским поселением
  - на юго-западе — с Нейковским сельским поселением
  - на западе — с Беларусью
  - на северо-западе — с Красновским сельским поселением
- Крупные реки: Мерея, Лупа, Днепр.
- По территории поселения проходит автомобильная дорога Р135 (Смоленск — Красный — Гусино).

## Экономика
Сельхозпредприятия, магазины, лесозаготовка.

## Население
| 2011 | 2012 | 2013 | 2014 | 2015 | 2016 | 2017 |
| ---- | ---- | ---- | ---- | ---- | ---- | ---- |
| 371  | ↘347 | ↗356 | ↘345 | ↘332 | ↘323 | →323 |

## Населённые пункты
На территории поселения находилось 15 населённых пунктов:
- Двуполяны, деревня
- Бежали, деревня
- Борки, деревня
- Винные Луки, деревня
- Глубокое, деревня
- Клименты, деревня
- Козлы, деревня
- Литивля, деревня
- Литивлянка, деревня
- Перхово, деревня
- Плауны, деревня
- Самоны, деревня
- Синяки, деревня
- Филаты, деревня
- Ясенец, деревня